# Мухтар, Махмуд
Махму́д Мухта́р (Мохтар) (араб. محمود مختار‎) (10 мая 1891 — 28 марта 1934) — египетский скульптор. Несмотря на свою раннюю смерть, оказал огромное влияние на современное египетское искусство и считается основоположником современной национальной скульптурной школы в стране.

## Молодость
Родился в небольшой деревне Неша близ Тунбары у города Эль-Махалла-эль-Кубра в регионе дельты Нила. Переехал с матерью в Каир, где в 1908 г. поступил в новообразованную Школу изобразительного искусства (Художественный институт). В 1911 г. получил стипендию на изучение искусства в парижской Школе изящных искусств, где учился у скульптора Жюля Кутана, а с 1914 года посещал мастерскую Огюста Родена.

## Работы

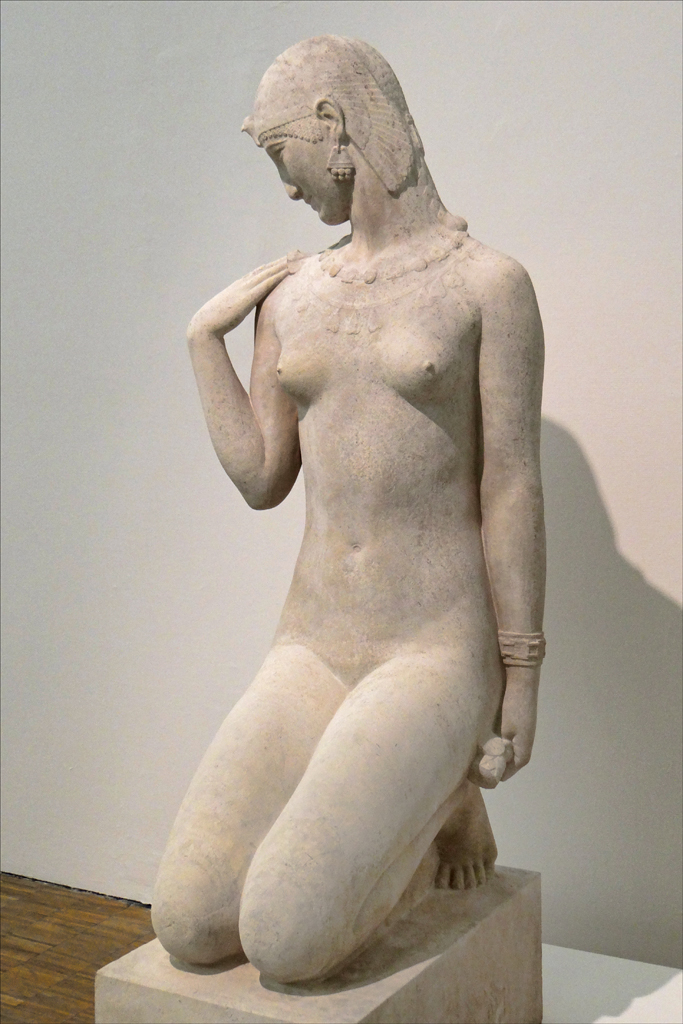
«Невеста Нила», ок. 1928.

Во Франции он подружился с членами партии «Вафд». Под их влиянием он создал прототип своего знаменитого гранитного монумента «Возрождение Египта» («Пробуждение Египта», 1919—1928), который сначала был возведён на Площади Рамзеса в 1928 г., а в настоящее время стоит напротив Моста Каирского Университета. В целом, в своих монументальных произведениях, пронизанных пафосом идей национального возрождения, отсылая к стилистике творений мастеров Древнего Египта, стремился утверждать таким образом наследственную связь современного и древнего египетского искусства.
Завоевав множество призов в Париже и Каире, Мухтар также получил известность своими двумя монументальными статуями, изображавшими Саада Заглула (одна в Александрии, вторая в Каире, 1930—1933). В камерной пластике создал станковую галерею поэтичных, символически-обобщённых образов египетских крестьян-феллахов («Крестьянка», мрамор, 1928; «Хамсин», известняк, 1929; «Пастух», бронза, 1930). Среди других его известных скульптур: «Хранитель секретов», «Изида» и «Невеста Нила».

## Музей
В Каире в 1952 году открыт Музей Мухтара, где помещено множество его работ.